# Институциональные акты (Бразилия)
Институциональные акты были основополагающим законодательством военной диктатуры в Бразилии, правившей с 1964 по 1985 год. Заменив конституцию 1946 года, акты стали оправданием для диктатуры и основой для крупных реформ без отмены конституции. Было 17 институциональных актов и более 100 дополнительных актов, в которых уточнялись общие намерения первого. Необходимость правовой базы между законами привела к созданию конституции 1967 года. Акты, первоначально задуманные как постоянные реформы, стали непостоянными после внесения первой поправки в конституцию в 1969 году, после чего диктатура игнорировала законы по своему усмотрению. Сила актов начала спадать в 1970-х годах во время политического открытия страны .